# De apostel Mattheüs
De apostel Mattheüs (Frans: L’apôtre Matthieu) is een schilderij van de Zuid-Nederlands barokschilder Antoon van Dyck.

## Geschiedenis
Tussen 1618 en 1620, naar men aanneemt, zou Antoon van Dyck het schilderij hebben geschilderd. Inspiratie hiertoe zou de kunstschilder gekregen hebben toen hij rond 1610 in het atelier van zijn mentor Peter Paul Rubens de serie werken van de apostelen zag die Rubens gemaakt had voor de hertog van Lerma.
Omstreeks 1914 verwierf de Duitse kunsthandelaar Julius Böhler een serie schilderijen, waaronder dit schilderij, uit een Italiaanse privé-verzameling die de Böhlerreeks wordt genoemd, vernoemd naar de kunsthandelaar. De schilderijen uit de serie werden stuk voor stuk verkocht aan particulieren en musea.
In 2016 werd het schilderij uit de privécollectie van mevrouw Generet, samen met het Zelfportret van Jacob Jordaens, geschonken aan het Erfgoedfonds van de Koning Boudewijnstichting. Het schilderij werd in langdurig bruikleen gegeven aan het Rubenshuis in Antwerpen. Het belang van het schilderij werd hoog geacht, omdat dit werk het enige Van Dyck-apostelschilderij in België was.

## Beschrijving
Het schilderij toont de apostel Matteüs als krachtig en tegelijkertijd contemplatief mannenfiguur. In zijn hand houdt de man een hellebaard en draagt een wit hemd met daarover een mantel.
De stijl van het schilderij sluit aan bij andere werken van Van Dyck die hij in de zogenaamde eerste Antwerpse periode maakte. Het schilderij is gemaakt met vloeiende penseelstreken waardoor een gelijkmatig verfoppervlak verkregen werd, met hier en daar een vettere penseelstreek (goed te zien op de hand, het gezicht, het witte hemd en de hellebaard).